# Pastoral da Criança
A Pastoral da Criança é um organismo de ação social da Conferência Nacional dos Bispos do Brasil – CNBB, vinculada à Comissão Episcopal para o Serviço da Caridade, da Justiça e da Paz, que tem como objetivo a promoção do desenvolvimento integral de crianças entre 0 e 6 anos de idade em seu ambiente familiar e em sua comunidade. A sua atuação tem caráter ecumênico, atendendo pessoas de todos os credos e etnias.

## História
Em 1982, o então Cardeal de São Paulo, Dom Paulo Evaristo Arns encontrou o diretor executivo da UNICEF da época, James Grant em uma reunião na Suíça sobre a paz mundial promovida pela ONU. Grant sugeriu ao Cardeal uma ação da Igreja Católica brasileira para reduzir a mortalidade infantil.
A CNBB encampou a ideia. Para desenvolver tal projeto, D. Paulo convocou sua irmã, a médica sanitarista Zilda Arns, com o apoio do Dom Geraldo Majella Agnelo, na época Arcebispo de Londrina. O trabalho iniciou-se em 1983, na Paróquia de São João Batista, município de Florestópolis, Arquidiocese de Londrina, no estado do Paraná. Este município foi eleito por apresentar uma alta taxa de mortalidade infantil (127 crianças para cada mil nascidas). Após um ano de atividades, a mortalidade infantil foi reduzida para 28 crianças para cada mil nascidas.
Diante do sucesso, no ano seguinte, o trabalho da Pastoral da Criança se expandiu para outras regiões brasileiras com apoio dos bispos. Atualmente, mais de 260.000 voluntários acompanham o desenvolvimento de quase 1,8 milhões de crianças de 0 a 6 anos e quase 94 mil gestantes em 42 mil comunidades pobres, de 5 570 municípios, em todos os estados do país.
A partir do início de 2008, a Pastoral da Criança passou a ser coordenada pela Irmã Vera Lúcia Altoé, a primeira sucessora da Dra. Zilda Arns Neumann. Juntamente com a Irmã Vera Lúcia, um novo Conselho diretor assumiu os trabalhos na Pastoral da Criança, sendo constituído por Dom Aldo di Cillo Pagotto - Presidente do Conselho Diretor, Silvio da Rocha Santa'Ana - Tesoureiro do Conselho Diretor e Ana Ruth Rezende Góes - Secretário do Conselho Diretor.
Em 2016, assumiram o Conselho Diretor: Dom Anuar Battisti – Presidente,  Maurilio Leopoldo Schmitt – tesoureiro e  Ir. Vera Lúcia Altoé – secretária; como Coordenadora Nacional, assumiu Ir. Veneranda Alencar.

## Expansão das atividades
Presente em mais de 30 mil comunidades ligadas a 7 mil paróquias das 272 dioceses e prelazias do Brasil, a Pastoral da Criança já se estende também a outros países::
- América Latina e na América Central: Argentina, Bolívia, Colômbia, Paraguai, Uruguai, Peru, Venezuela, Guatemala, Panamá, República Dominicana, Haiti e México;
- África: Guiné-Bissau e Moçambique;
- Ásia: Filipinas.

## Ações desenvolvidas
Os voluntários da pastoral da criança, membros da própria comunidade, acompanham as famílias assistidas. Procuram orientar sobre seus direitos e deveres, buscando uma melhor qualidade de vida.
Em relação às gestantes, desenvolvem o acompanhamento do desenvolvimento do bebê a cada trimestre da gravidez, identificando possíveis situações de risco à gestação. Consciencializam a gestante, preparando-a para o parto e os cuidados pós-parto, informando sobre o aleitamento materno, vacinação e outros cuidados para o desenvolvimento da criança, além de fornecer apoio psicológico.
O acompanhamento das crianças se dá através de visita periódica durante as quais trabalha-se a consciencialização da família sobre seus direitos e deveres, sobre o desenvolvimento infantil, do apoio ao aleitamento materno, de orientações sobre higiene e saúde, vacinação, acompanhamento nutricional, prevenção e tratamento da diarreia e de infecções respiratórias e identifica-se sinais de risco para a saúde.
Ações complementares são desenvolvidas no sentido de melhorar as condições das famílias, como estímulo à alfabetização e escolarização dos adultos e ações de geração de renda. Além disto, busca-se o controle social das políticas públicas, atuando junto aos Conselhos Nacional, Estaduais e Municipais de Saúde, Direitos da Criança e do Adolescente, segurança alimentar, entre outros.
Através da REBIDIA - Rede Brasileira de Informação e Documentação sobre a infância e a adolescência que nasceu em 1996 temos um instrumento a serviço de todos os interessados na questão da infância e adolescência, com especial ênfase nos conselheiros e formuladores de políticas públicas, operadores e gerentes de projetos para o setor, sejam de origem governamental ou não.
Trata-se de um sistema descentralizado de documentação e informação sobre infância e adolescência, gerenciado pela Pastoral da Criança.
A campanha Criança Esperança, da Globo com o UNICEF, estreou em 28 de dezembro de 1986 como um quadro especial de ano novo no programa comemorativo dos 20 anos dos Trapalhões e teve a Pastoral da Criança como parceira desde o início do projeto. Em 2013, já com o Criança Esperança em parceria com a UNESCO - e não mais UNICEF - a Pastoral da Criança deixou de receber recursos financeiros do Criança Esperança.
Em janeiro de 2014 a Pastoral da Criança inaugurou o Museu da Vida com objetivo de divulgar informações relacionados à saúde, nutrição, educação e cidadania por meio de exposições e ações educativas, tendo como foco principal a gestante e a criança até o seis anos de idade, em sua família e comunidade. Um grande objetivo do museu também é preservar a memória de sua fundadora, Zilda Arns.

## Origem dos recursos
Cerca de 70% dos recursos financeiros que sustentam a Pastoral da Criança são oriundos de verbas públicas (sobretudo do Ministério da Saúde, mas também de estados). O percentual restante é fruto de doações de empresas, doações pessoais intermediadas (nos casos em que algumas companhias de energia elétrica possibilitam aos seus consumidores fazerem doações à Pastoral da Criança) ou doações pessoais diretas (em que pessoas físicas depositam algum valor monetário na conta corrente da instituição).
Não cabe à CNBB a gerência dos recursos e sim ao próprio Organismo Pastoral da Criança em seu próprio CNPJ (00.975.471/0001-15); porém, de acordo com os relatórios financeiros não têm sido feitos aportes em dinheiro por parte da Igreja Católica ou de qualquer dos seus organismos ao projeto.